# Systems Modeling Language
Systems Modeling Language (SysML) er et open source, domain-specifikt, visuelt modelleringssprog, til Systems Engineering applikationer. Det understøtter specificering, analyse, design, verificering og validering af en bred vifte af komplekse systemer, som omfatter hardware, software, information, processer etc.
SysML er baseret på Unified Modeling Language (UML), men er mindre komplekst og bedre egnet til udførelse af specifikke opgaver som nævnt ovenfor.

## SysML modelværktøjer
- ARTiSAN Studio (Artisan Software)
- Enterprise Architect (Sparx)
- Rhapsody (I-Logix)
- System Modeling & Simulation Toolkit (EmbeddedPlus)
- Visio (Microsoft)
- TAU Generation2 (Telelogic)

## Ekstern henvisning
- Hjemmeside, SysML organisationen (Engelsk)

| Programmering | Spire Denne artikel om datalogi eller et datalogi-relateret emne er en spire som bør udbygges. Du er velkommen til at hjælpe Wikipedia ved at udvide den. |